# Владимиров, Иван Васильевич
Иван Васильевич Владимиров (26 апреля 1898, с. Скорицкое, Воронежская губерния, Российская империя — 8 июня 1977, Москва, СССР) — советский военачальник, генерал-лейтенант артиллерии (11.07.1945).

## Биография
Родился 26 апреля 1898 года в селе  Скорицкое, ныне в Репьёвском районе, Воронежской области в семье священнослужителя.  Русский.
В РККА с 1918 года, член ВКП(б) с 1919 года. Участник Гражданской войны.
После войны продолжил службу в РККА.
5 февраля 1936 года присвоено звание -  полковник.
25 июля 1938 года   арестован   обв.: ст. 58,  пп. 1 "б",  11 УК РСФСР. Военным трибуналом Отдельной Краснознаменной Армии,  4 октября 1939 вынесен оправдательный приговор
В Великой Отечественной войне с августа 1941 года.
5 июля 1943 года Владимирову присвоено звание гвардии генерал-майор артиллерии.
В конце войны командующий артиллерией 3-й ударной армии.
11 июля 1945 года Владимирову присвоено звание гвардии генерал-лейтенант артиллерии артиллерии.
За время войны генерал Владимиров был десять раз упомянут в благодарственных в приказах Верховного Главнокомандующего
После войны продолжил службу в Советской Армии, в том числе старшим советником артиллерии Народно-освободительной армии Китая.
С 1958 года в отставке.
Умер 8 июня 1977 года, похоронен на Кунцевском кладбище в Москве.

## Награды
СССР
- орден Ленина (21.02.1945)[6]
- три ордена Красного Знамени (26.07.1944, 03.11.1944[6], 20.06.1949[6])
- орден Кутузова I степени[7] (10.04.1945)
- орден Суворова II степени[8] (25.09.1944)
- орден Отечественной войны I степени (22.02.1944)
- орден Красной Звезды (28.10.1967)[9]
  - медали, в том числе:
  - «XX лет Рабоче-Крестьянской Красной Армии» (1938)
  - «За оборону Сталинграда»
  - «За оборону Кавказа» (23.11.1944)
  - «За Победу над Германией в Великой Отечественной войне 1941—1945 гг.» (01.08.1945)
  - «За взятие Кёнигсберга»
  - «За взятие Берлина»
  - «Ветеран Вооружённых Сил СССР»

Приказы (благодарности) Верховного Главнокомандующего в которых отмечен Владимиров И. В..
- За овладение штурмом столицей Советской Белоруссии городом Минск — важнейшим стратегическим узлом обороны немцев на западном направлении. 3 июля 1944 года № 128.
- За освобождение столицы Литовской Советской Республики города Вильнюс от фашистских захватчиков. 13 июля 1944 года № 136.
- За переход в наступление на двух плацдармах на западном берегу реки Нарев, севернее Варшавы, прорыв глубоко эшелонированной обороны противника и овладение сильными опорными пунктами обороны немцев городами Макув, Пултуск, Цеханув, Нове-Място, Насельск. 17 января 1945 года № 224.
- За прорыв сильно укрепленной обороны немцев на южной границе Восточной Пруссии и овладение городами Найденбург, Танненберг, Едвабно и Аллендорф — важными опорными пунктами обороны немцев. 21 января 1945 года. № 239.
- За овладение городами Восточной Пруссии Вилленберг, Ортельсбург, Морунген, Заальфельд и Фрайштадт — важными узлами коммуникаций и сильными опорными пунктами обороны немцев. 23 января 1945 года. № 246.
- За овладение штурмом городами Вормдитт и Мельзак — важными узлами коммуникаций и сильными опорными пунктами обороны немцев. 17 февраля 1945 года. № 282.
- За овладение городом Браунсберг — сильным опорным пунктом обороны немцев на побережье залива Фриш-Гаф. 20 марта 1945 года. № 303.
- За овладение городом Хайлигенбайль — последним опорным пунктом обороны немцев на побережье залива Фриш-Гаф, юго-западнее Кенигсберга. 25 марта 1945 года. № 309.
- За завершение ликвидации окруженной восточно-прусской группы немецких войск юго-западнее Кенигсберга. 29 марта 1945 года. № 317.
- За завершение ликвидации группы немецких войск, окруженной юго-восточнее Берлина. 2 мая 1945 года. № 357.

Других государств
- орден «Легион почёта» (США) (май 1945)
- кавалер рыцарского ордена «Виртути Милитари» (ПНР)
- медаль «За Одру, Нису и Балтику» (ПНР)
- медаль «Китайско-советской дружбы» (КНР)